# Arteră
Arteră (plural - artere) (din limba greacă:  ἀρτηρία (artēria), înseamnă „windpipe, artery” = "țeavă")  este un vas de sânge care duce sângele de la inimă către una sau mai multe părți ale corpului (țesuturi, plămâni, creier etc..). Majoritatea arterelor transportă sânge oxigenat; cele două excepții sunt artera pulmonară și artera ombilicală, care transportă sângele neoxigenat către organele care îl oxigenează (plămâni și, respectiv, placentă). Volumul efectiv al sângelui arterial este lichidul extracelular care umple sistemul arterial.
Arterele fac parte din sistemul circulator, care este responsabil pentru transportul oxigenului și a substanțelor nutritive către toate celulele, precum și pentru îndepărtarea dioxidului de carbon și a produselor reziduale, menținerea pH-ului optim din sânge și circulația proteinelor și celulelor sistemul imunitar uman.

## Anatomie

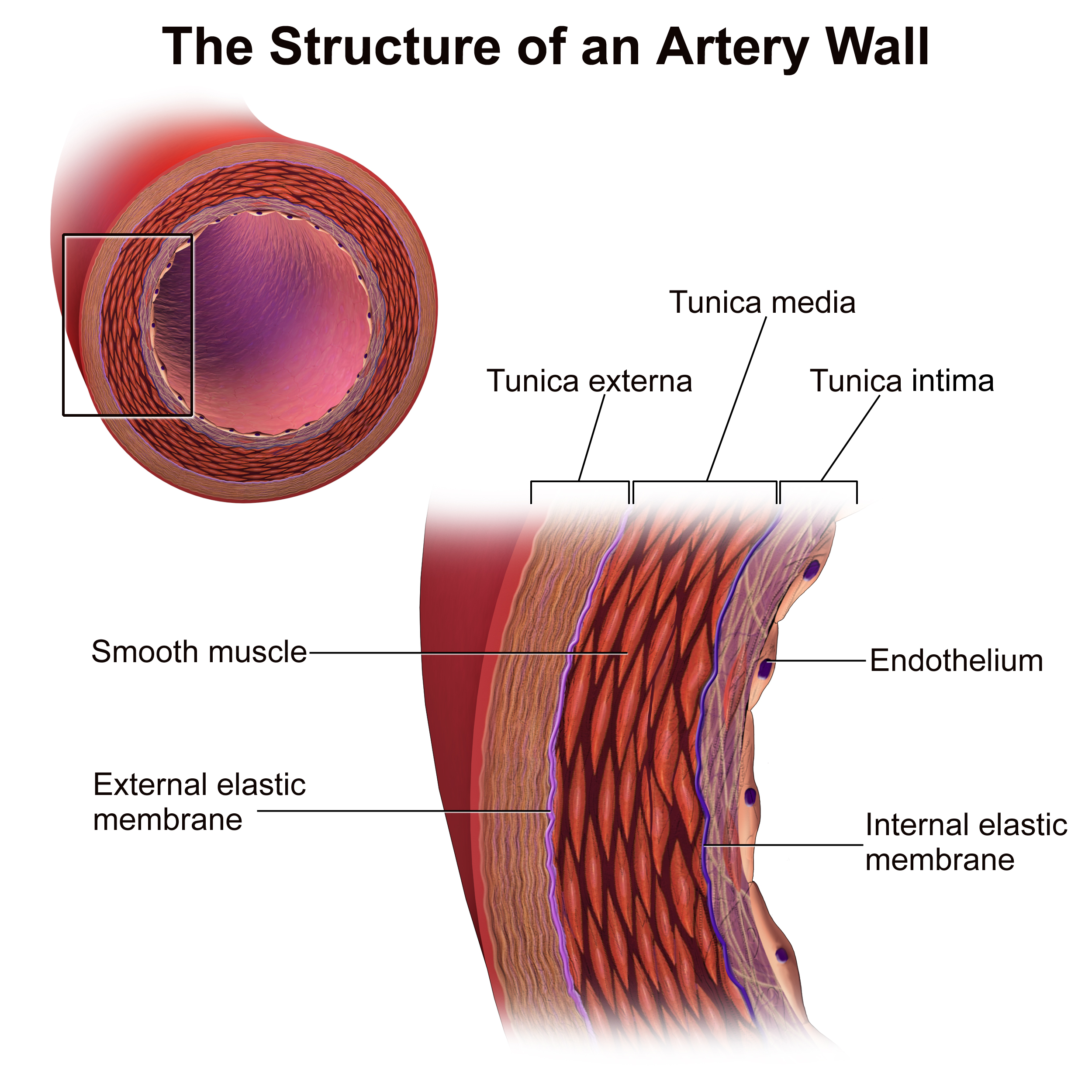
Anatomia microscopică a unei artere.

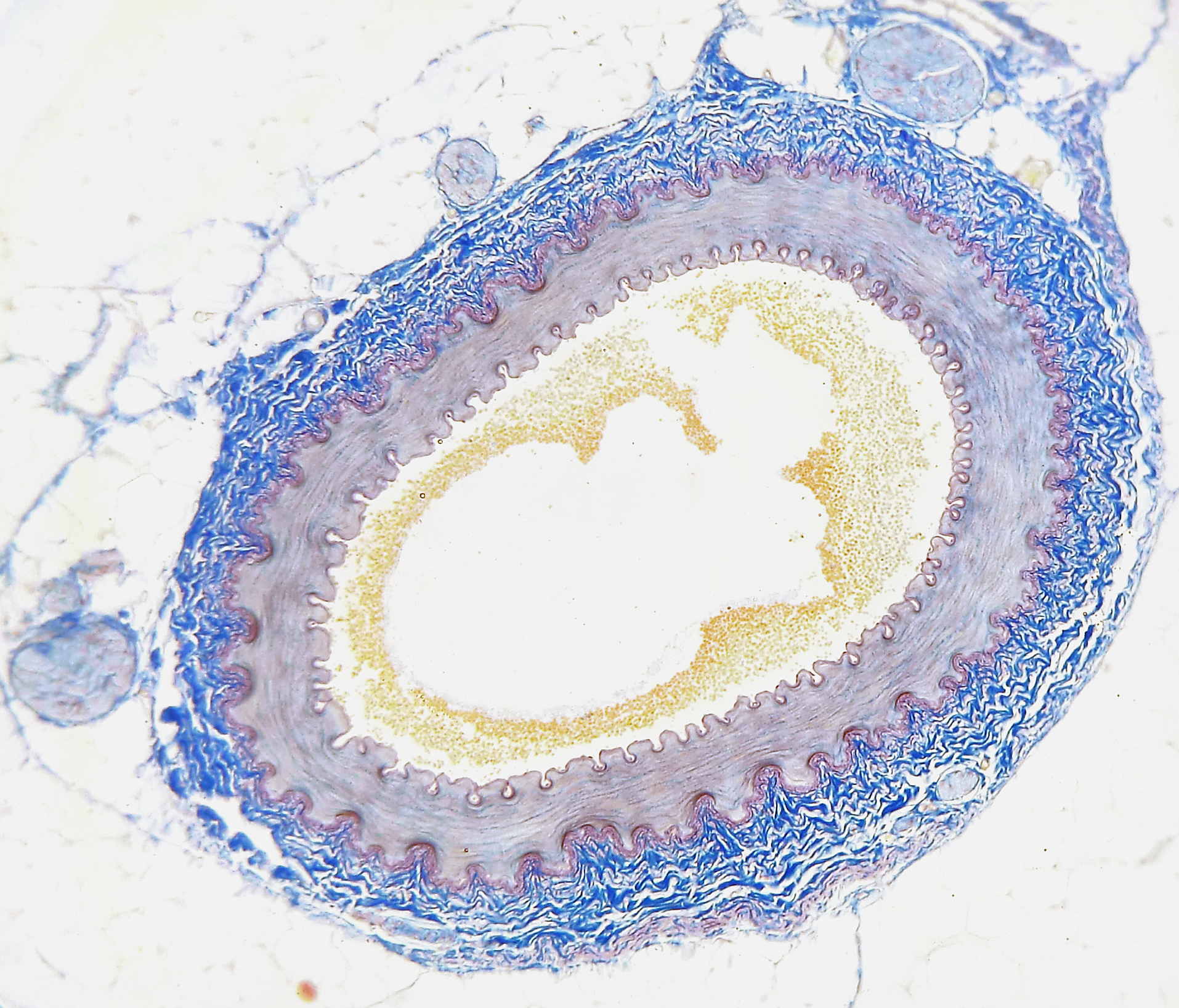
Secțiunea transversală a unei artere umane

Anatomia arterelor poate fi separată în anatomie grosieră, la nivel nivel macroscopic, și microanatomie, care trebuie studiată cu microscopul. Sistemul arterial al corpului uman este împărțit în artere sistemice, care transportă sânge din inimă către întregul corp și în artere pulmonare, care transportă sânge neoxigenat din inimă în plămâni.
Stratul exterior al peretelui unei artere (sau vene) este tunica externă, cunoscută și sub numele de tunica adventitia, și este compus din fibre de colagen și țesut elastic - cele mai mari artere conținând vasa vasorum (vase de sânge mici care vascularizează vasele de sânge mari) .  Majoritatea straturilor au o graniță clară între ele, totuși tunica externa are o graniță care este puțin definită. În mod normal, limita sa este luată în considerare atunci când întâlnește sau atinge țesutul conjunctiv.  În interiorul acestui strat se află tunica media, sau media, care este alcătuit din celule musculare netede, țesut elastic (numit și țesut conjunctiv propriu-zis) și fibre de colagen .  Stratul interior, care este în contact direct cu fluxul de sânge, este tunica intima, denumită în mod obișnuit intima. Țesutul elastic permite arterei să se îndoaie și să se potrivească prin diversele locuri din corp. Acest strat este alcătuit în principal din celule endoteliale (și un strat suport de colagen bogat în elastină în arterele elastice). Cavitatea internă goală în care curge sângele se numește lumen.

### Dezvoltare
Formarea arterială începe și se termină atunci când celulele endoteliale încep să exprime gene specifice arteriale, cum ar fi efrina B2. 

## Fiziologie

Arterele fac parte din sistemul circulator uman

Arterele fac parte din sistemul circulator. Ei transportă sânge oxigenat după ce a fost pompat din inimă. Arterele coronare ajută, de asemenea, inima să pompeze sânge, trimițând sânge oxigenat către inimă, permițând mușchilor săi să funcționeze. Arterele transportă sângele oxigenat departe de inimă în țesuturi, cu excepția arterelor pulmonare, care transportă sângele la plămâni pentru oxigenare (de obicei venele transportă sânge neoxigenat în inimă, dar venele pulmonare transportă și sânge oxigenat).  Există două tipuri de artere unice. Artera pulmonară transportă sângele din inimă în plămâni, unde primește oxigen. Este unic, deoarece sângele din el nu este „oxigenat”, deoarece nu a trecut încă prin plămâni. Cealaltă arteră unică este artera ombilicală, care transportă sângele neoxigenat de la un făt la mama sa.
Arterele au o tensiune arterială mai mare decât alte părți ale sistemului circulator. Presiunea în artere variază în timpul ciclului cardiac. Este mai mare atunci când inima se contractă și mai mică atunci când inima se relaxează. Variația presiunii produce un puls, care poate fi resimțit în diferite zone ale corpului, cum ar fi pulsul radial. Arteriolele au cea mai mare influență colectivă atât asupra fluxului sanguin local, cât și asupra tensiunii arteriale generale. Ele sunt primele "duze reglabile" din sistemul sanguin, peste care apasă cea mai mare cădere de presiune. Combinația de debit al inimii (debit cardiac) și rezistența vasculară sistemică, care se referă la rezistența colectivă a tuturor arteriolelor corpului, sunt principalii factori determinanți ai tensiunii arteriale la un moment dat.
Arterele au cea mai mare presiune și au un diametru îngust al lumenului. Se compune din trei tunici: Tunica media, intima și externă.
Arterele sistemice sunt arterele (inclusiv arterele periferice), ale circulației sistemice, care este partea sistemului cardiovascular care transportă sângele oxigenat departe de inimă, către corp și returnează sângele neoxigenat înapoi în inimă. Arterele sistemice pot fi împărțite în două tipuri - musculare și elastice - în funcție de compozițiile relative ale țesutului elastic și muscular în tuniciile lor medii, precum și de mărimea lor și de structura lamelei elastice interne și externe. Arterele mari (> 10 diametru mm) sunt în general elastice, iar cele mai mici (0,1–10 mm) tind să fie musculare. Arterele sistemice livrează sânge către arteriole și apoi către capilare, unde se face schimbul de substanțe nutritive și gaze.
După ce a fost transportat de către aortă, sângele se deplasează prin arterele periferice în artere mai mici numite arteriole și, în cele din urmă, către capilare. Arteriolele ajută la reglarea tensiunii arteriale prin contracția variabilă a mușchiului neted al pereților lor și transmit sângele către capilare.

### Aorta
Aorta este rădăcina arterei sistemice(adică artera principală). La om, acesta primește sânge direct din ventriculul stâng al inimii prin valva aortică. Pe măsură ce aorta se ramifică și aceste artere se ramifică, la rândul lor, ele devin succesiv mai mici în diametru, până la arteriole. Arteriolele alimentează capilarele, care la rândul lor se varsă în venule. Primele ramuri ale aortei sunt arterele coronare, care furnizează sânge chiar mușchiului inimii. Acestea urmează de ramurile arcului aortic, și anume artera brahiocefalică, carotida comună stângă și arterele subclaviculare stângi.

### Capilare
Capilarele sunt cele mai mici dintre vasele de sânge și fac parte din microcirculație. Microvasele au lățimea unei singure celule în diametru pentru a ajuta la difuziunea rapidă și ușoară a gazelor, a zaharurilor și a nutrienților către țesuturile din jur. Capilarele nu au mușchi neted care să le înconjoară și au un diametru mai mic decât cel al globulelor roșii; o celulă roșie din sânge are de obicei diametrul exterior de 7 micrometri, capilarele de obicei diametrul interior de 5 micrometri. Celulele roșii din sânge trebuie să se distorsioneze pentru a trece prin capilare.
Aceste mici diametre ale capilarelor oferă o suprafață relativ mare pentru schimbul de gaze și substanțe nutritive.

## Semnificația clinică

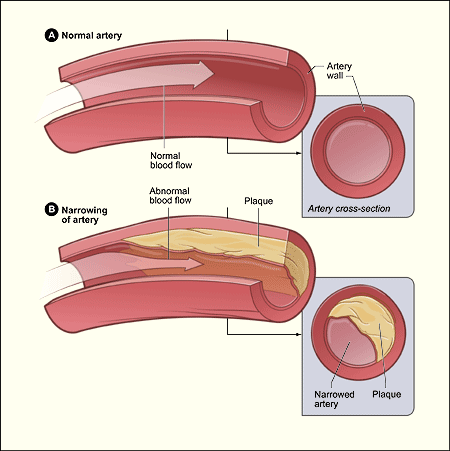
Diagrama care arată efectele aterosclerozei asupra unei artere.

Presiunile arteriale sistemice sunt generate de contracțiile puternice ale ventriculului stâng al inimii. Tensiunea arterială ridicată este un factor care provoacă leziuni arteriale. Presiunile arteriale în repaus sănătoase sunt relativ scăzute, presiunile sistemice medii fiind de obicei sub 100 mmHg (1,9 psi; 13 kPa)    peste presiunea atmosferică înconjurătoare (aproximativ 760 mmHg (14,7 psi; 101 kPa) la nivelul mării). Pentru a rezista și a se adapta la presiunile din interior, arterele sunt înconjurate de diferite grosimi ale mușchiului neted, care au țesuturi conjunctive elastice și inelastice extinse. Presiunea pulsului, fiind diferența dintre presiunea sistolică și cea diastolică, este determinată în primul rând de cantitatea de sânge evacuată de fiecare bătaie de inimă, volumul accidentului vascular cerebral, față de volumul și elasticitatea arterelor majore.
Un jet de sânge, cunoscut și sub numele de gush arterial, este efectul atunci când o arteră este tăiată din cauza presiunilor arteriale mai mari. Sângele se scurge cu o viteză rapidă, intermitentă, care coincide cu bătăile inimii. Cantitatea de pierderii de sânge poate fi abundentă, poate apărea foarte rapid și poate pune viața în pericol. 
În timp, factori precum creșterea glicemiei arteriale (în special în cazul diabetului zaharat), lipoproteinelor, colesterolului, hipertensiunii arteriale, stresului și fumatului, sunt toți implicați în deteriorarea endoteliului și a pereților arterelor, rezultând ateroscleroza Ateroscleroza este o boală marcată de întărirea arterelor. Aceasta este cauzată de un aterom sau de o placă din peretele arterelor și este o acumulare de resturi celulare, care conțin lipide (colesterol și acizi grași), calciu   și o cantitate variabilă de țesut conjunctiv fibros.
Injecția intraarterială accidentală, fie iatrogen, fie prin consum de droguri recreative, poate provoca simptome precum durere intensă, parestezie și necroză. De obicei provoacă leziuni permanente ale membrelor; deseori amputarea este necesară. 

## Istorie
Printe grecii antici, arterele erau considerate a fi „deținătoare de aer” care erau responsabile de transportul aerului către țesuturi și erau conectate la trahee. Acest lucru a fost ca urmare a găsirii arterelor cadavrelor lipsite de sânge.
În epoca medievală, s-a recunoscut că arterele purtau un fluid, numit „sânge spiritual” sau „spirite vitalæ”, considerat a fi diferit de conținutul venelor. Această teorie nea întors la Galen. În perioada medievală târzie, traheea,  și ligamentele erau numite și „artere”. 
William Harvey a descris și popularizat conceptul modern al sistemului circulator și rolurile arterelor și venelor în secolul al XVII-lea.
Alexis Carrel la începutul secolului al XX-lea a descris prima dată tehnica de sutură vasculară și anastomoză și a efectuat cu succes numeroase transplanturi de organe la animale; el a deschis, de fapt, calea către chirurgia vasculară modernă, care anterior era limitată la ligatura permanentă a vaselor.
Theodor Kocher a raportat că ateroscleroza s-a dezvoltat adesea la pacienții care au fost supuși unei tiroidectomii și a sugerat că hipotiroidismul favorizează ateroscleroza, care a fost, în autopsiile din anii 1900, observată mai frecvent la austriecii cu deficit de iod comparativ cu islandezii, care nu sunt deficienți în iod. Turner a raportat eficacitatea iodurii și a extractelor uscate de tiroidă în prevenirea aterosclerozei la iepurii de laborator.  